# Saussurea alpejska
Saussurea alpejska, opierstka alpejska  (Saussurea alpina Spreng) – gatunek rośliny z rodziny astrowatych (Asteraceae). Nazwę rodzajową nadano dla uczczenia szwajcarskiego botanika i mineraloga Théodore de Saussurea. Występuje tylko w arktycznych obszarach i tundrach Europy Północnej i Azji oraz w Alpach i Tatrach w Europie Środkowej. W Polsce występuje tylko w Tatrach i jest rzadka.

## Morfologia
ŁodygaPojedyncza, wzniesiona, gruba, o wysokości 5–30 cm, w górnej części kutnerowata. Nie jest oskrzydlona.
LiścieUlistnienie skrętoległe. Dolne liście na wąsko oskrzydlonych ogonkach, szerokolancetowate i niemal całobrzegie, wyższe węższe, mniejsze, oraz krótkoogonkowe lub siedzące. Są niemal całobrzegie, lub słabo, odlegle ząbkowane, na spodniej stronie pajęczynowato-wełnisto owłosione.
KwiatyZebrane w kilka lub kilkanaście walcowatodzwonkowych, siedzących lub wyrastających na krótkich szypułkach koszyczków. Pojedynczy koszyczek ma wraz z kwiatami długość 1,5–2 cm. Łuski okrywy zazwyczaj ciemne, często brudnofioletowo nabiegłe. Mają ciemniejsze brzegi, zewnętrzne łuski są zazwyczaj podługowate i węższe od wewnętrznych. Wszystkie kwiaty w koszyczku są obupłciowe rurkowate i jasnofioletowe. Kielich w postaci puchu kielichowego. Słupek z dwoma łukowato zagiętymi znamionami, pręcików 5, krótszych od słupka. Kwiaty mają lekki waniliowy zapach.
OwocNiełupki o długości ok. 3–4 mm, z dwoma rzędami włosków puchu kielichowego. Włoski zewnętrzne są szczecinkowate i ok. trzykrotnie krótsze od piórkowatych włosków wewnętrznych.

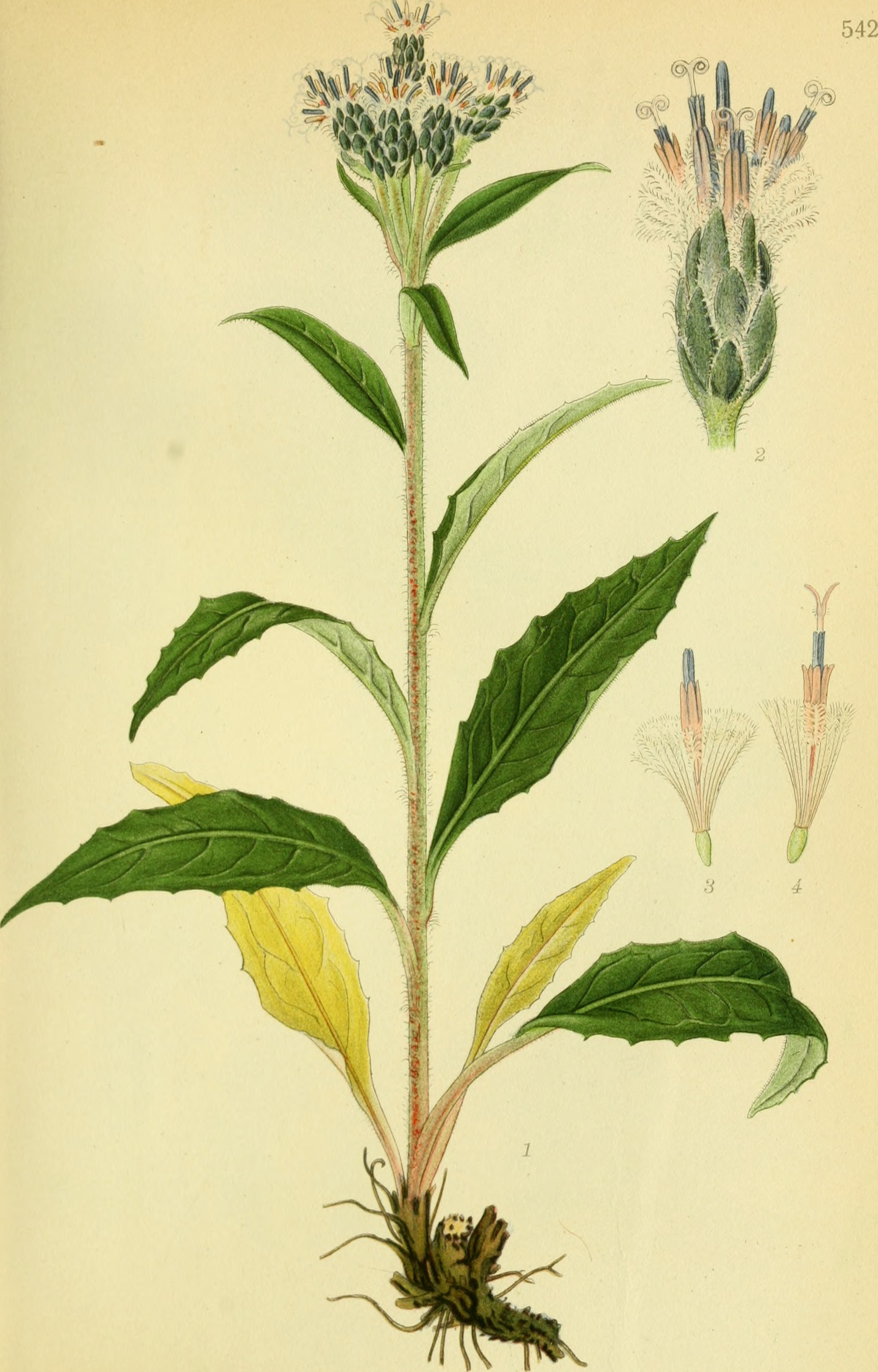
Morfologia
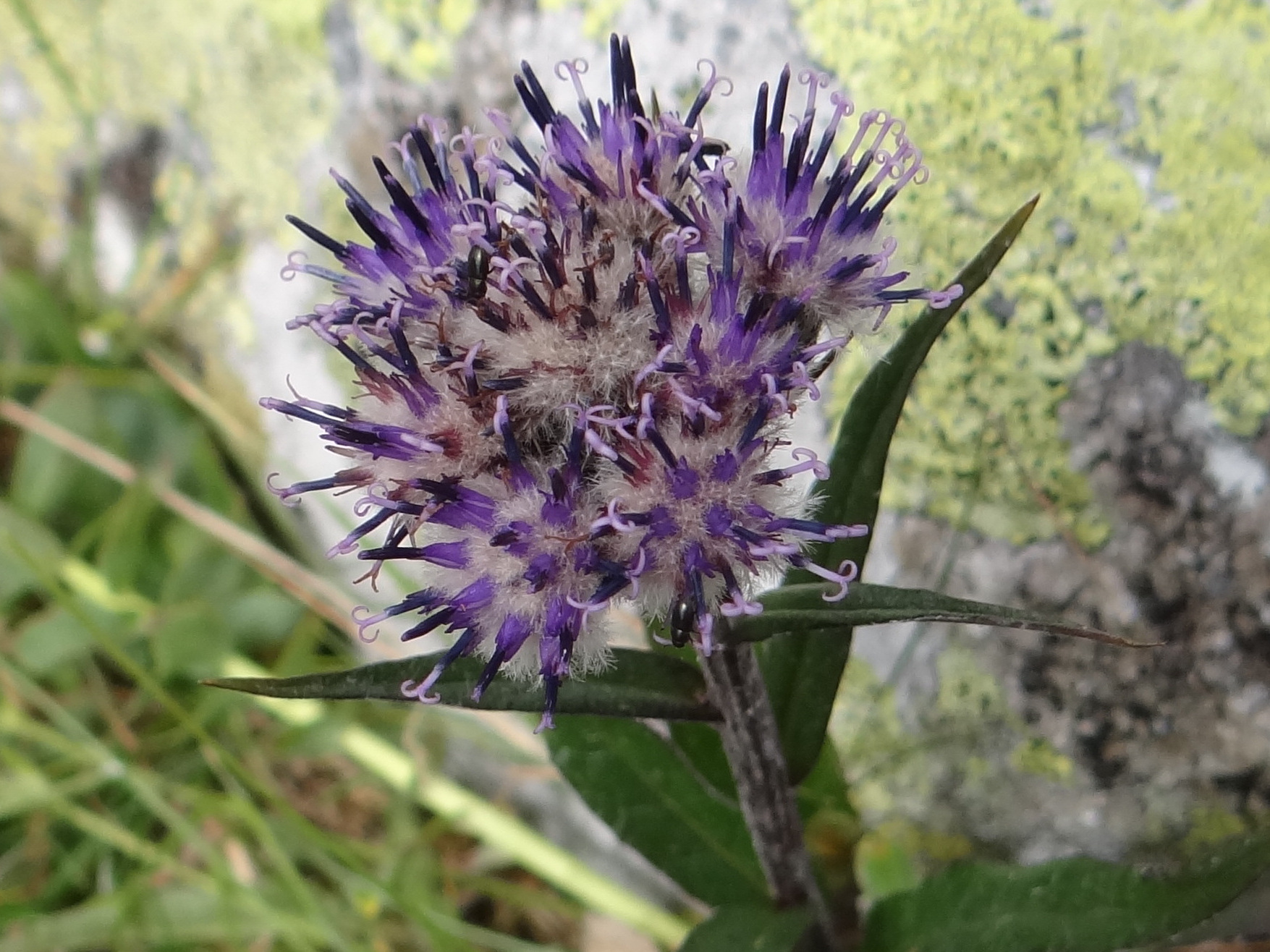
Kwiatostan
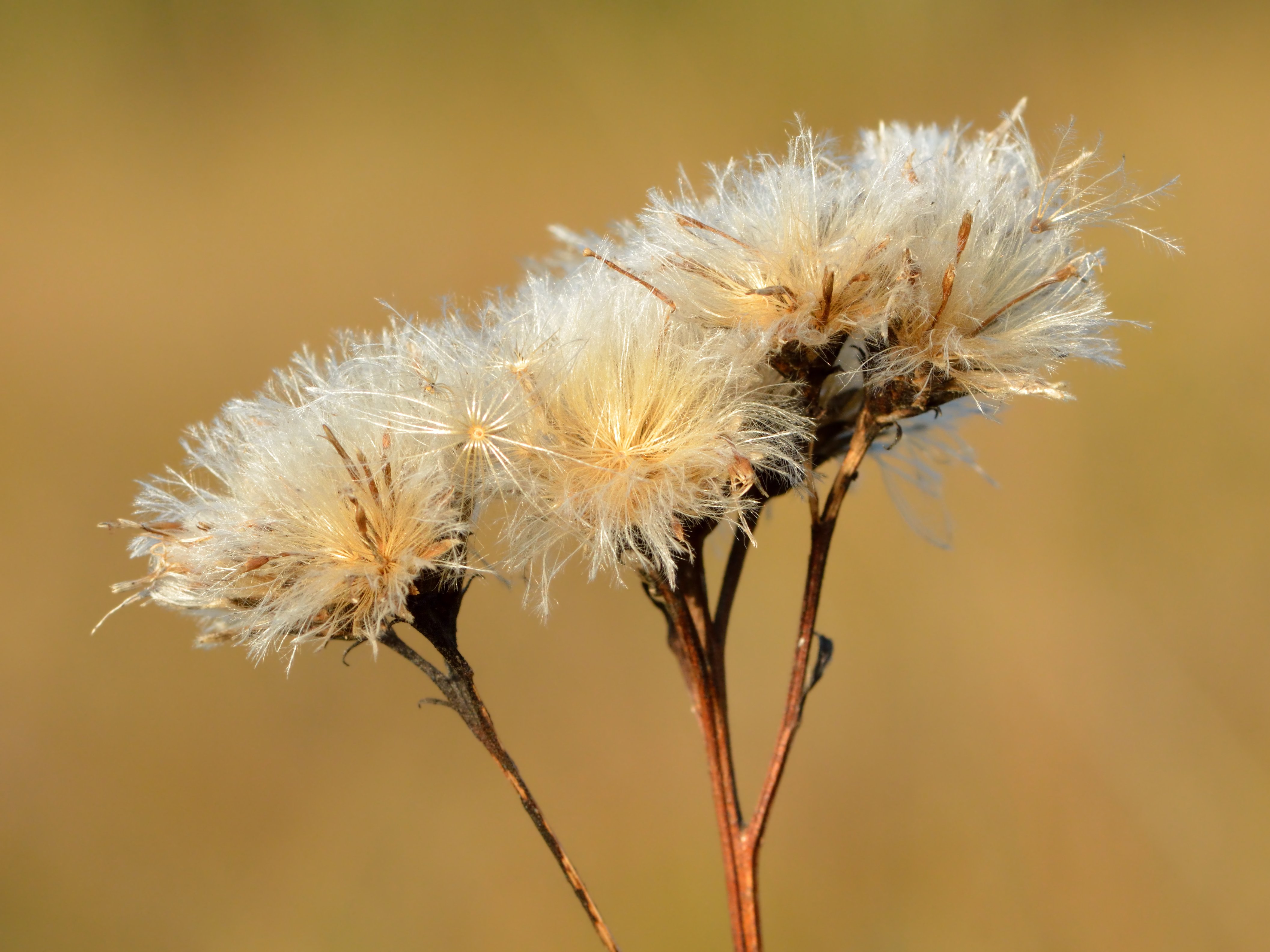
Owocostan

## Biologia i ekologia
Bylina, hemikryptofit. Rośnie  na trawiastych zboczach i upłazach. Kwitnie od lipca do września. W Tatrach występuje głównie w piętrze kosodrzewiny i piętrze halnym, tylko sporadycznie można ją spotkać w reglu górnym. Gatunek charakterystyczny dla  Ass. Festuco-versicoloris-Seslerietum.  

## Zastosowanie
Bywa uprawiana jako roślina ozdobna. 